# Our World in Data

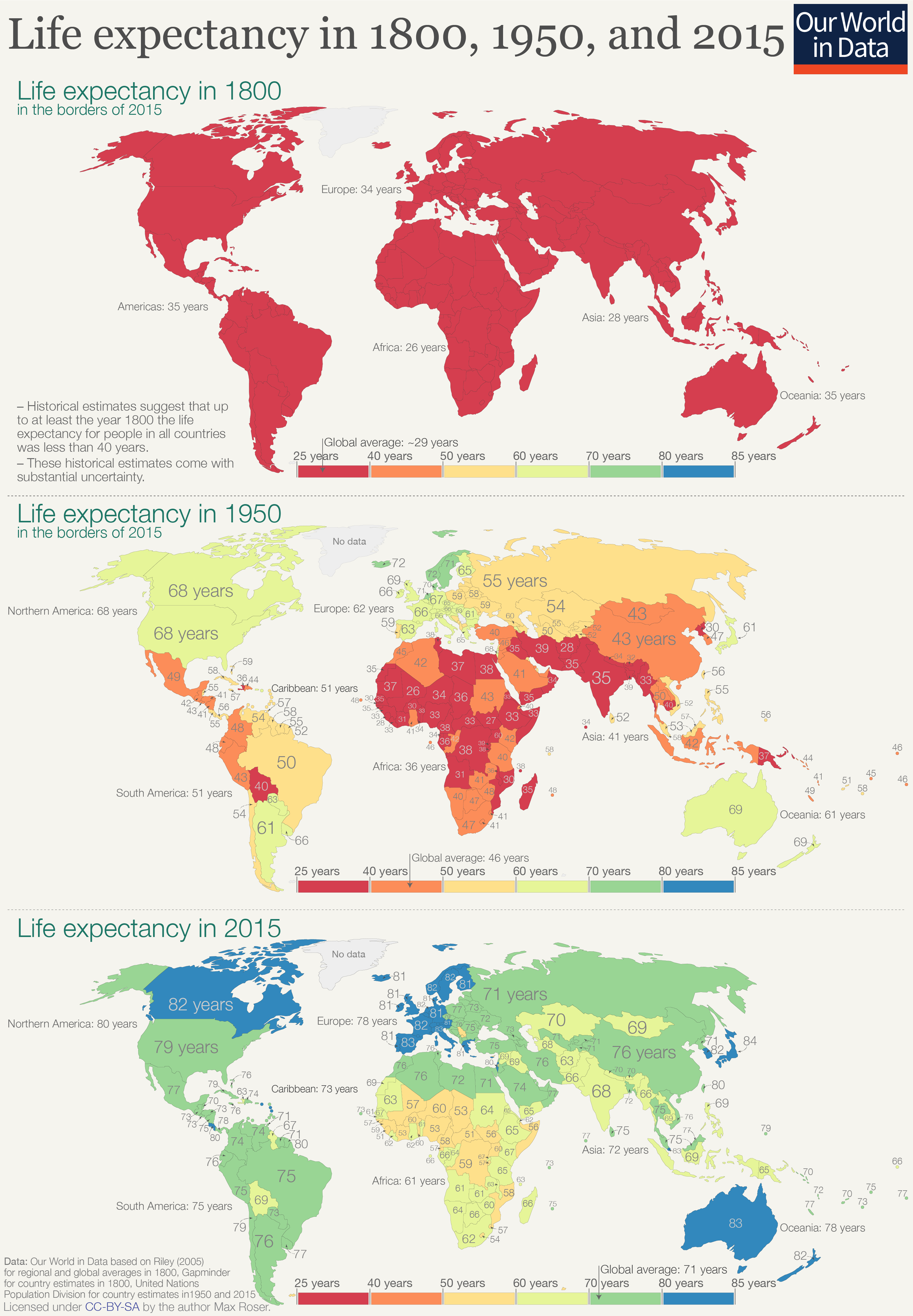
Levensverwachting in 1800, 1950 en 2015. Bron: Our World in Data.

Our World in Data (OWID) is een wetenschappelijke online-publicatie die zich richt op grote mondiale problemen zoals armoede, ziekte, honger, klimaatverandering, oorlog, existentiële risico's, en ongelijkheid.
OWID is een project van het Global Change Data Lab, een geregistreerde non-profit-instelling die is gevestigd in Engeland en Wales. De organisatie werd in 2011 opgericht door Max Roser, een sociaal-historicus en ontwikkelingseconoom. Het onderzoeksteam is gevestigd aan de Universiteit van Oxford.

## Gebruik
De statistieken en gegevens van Our World in Data worden over de hele wereld gebruikt, en staan hoog aangeschreven. Cognitief psycholoog Steven Pinker plaatste Our World in Data op zijn lijst met persoonlijke ‘culturele hoogtepunten’, en legde in zijn artikel uit 2016 over 'het meest interessante recente wetenschappelijke nieuws' uit waarom hij OWID zo belangrijk vond.
Gepubliceerde visualisaties en tekst van OWID worden vrijgegeven onder Creative Commons-licenties voor publiek gebruik. De data kunnen ook worden gedownload. Codescripts zijn open-source onder de MIT-licentie, en te vinden op GitHub.